# Elchotowo
Elchotowo (russisch Эльхотово, ossetisch Елхот, Elchot) ist ein Dorf (selo) in der russischen Teilrepublik Nordossetien im Kaukasus. Es hat 12.626 Einwohner (Stand 14. Oktober 2010) und liegt am rechten Flussufer des Terek ungefähr 60 km nordwestlich der Republikhauptstadt Wladikawkas.

## Geschichte
Elchotowo wurde um 1838 als Aul gegründet und zählte Ende des 19. Jahrhunderts bereits um die 2.000 Einwohner. Heute ist Elchotowo Verwaltungszentrum des Rajons Kirow der Republik Nordossetien-Alanien.
Am 25. Oktober 1942 begann die 1. Panzerarmee der Heeresgruppe A der Wehrmacht von Elchotowo aus den Vorstoß durch den nahegelegenen Pass über die östlich davon liegenden Berggruppe Richtung Wladikawkas, der bis zum Einbrechen der tiefsten Wintertemperaturen an den Nordhängen des Kaukasus entlang weiter Richtung Grosny und generell Richtung Kaspisches Meer führen sollte. Mit Grosny wollte die deutsche Heeresleitung neben dem bereits eroberten Maikop das zweite große Erdölförderzentrum der Sowjetunion in Besitz nehmen. Doch der Angriff blieb im Dezember 1942 vor Wladikawkas, damals Ordschonikidse genannt, stecken. Andere Teile der Heeresgruppe A versuchten, durch die Kalmückensteppe zum Kaspischen Meer bzw. der Hafenstadt Astrachan vorzustoßen. Nach der Einnahme der Gebietshauptstadt Elista blieb aber auch dort der Vormarsch weit vor den geplanten Marschzielen liegen. Das südöstlich von Elista gelegene Dörfchen Terekli-Mekteb in der Steppe war der östlichste Ort, bis zu dem die Wehrmacht im Zweiten Weltkrieg auf dem Gebiet der Sowjetunion vorzudringen vermochte (80 Kilometer vom Kaspischen Meer entfernt). Die Angriffe Richtung Osten mussten angesichts der Einkesselung von Stalingrad und angesichts des unüberwindbaren Widerstands der sowjetischen Streitkräfte, dem die deutschen Truppen nichts mehr entgegenzusetzen hatten, Ende Dezember 1942 abgebrochen werden. Von diesem Punkt an begann der deutsche Rückzug, der am 8. Mai 1945 in Berlin endete. Es gelang den deutschen Truppen in diesen knapp zweieinhalb Jahren nicht mehr, eine feste Verteidigungslinie zu bilden.
Am 1. Januar 1943 begann in Wladikawkas die Nordkaukasische Operation der sowjetischen Streitkräfte, die dafür sorgte, dass der deutsche Rückzug bald einer Flucht glich, und der Kaukasus bereits im Frühjahr 1943 von deutschen Okkupanten befreit war.

## Bevölkerungsentwicklung
| Jahr | Einwohner |
| ---- | --------- |
| 1939 | 7.212     |
| 1959 | 7.101     |
| 1970 | 7.425     |
| 1979 | 8.003     |
| 1989 | 8.574     |
| 2002 | 12.208    |
| 2010 | 12.626    |

Anmerkung: Volkszählungsdaten